# 久次米兵次郎
九代 久次米 兵次郎（くじめ ひょうじろう、1829年6月12日（文政12年5月11日） - 1913年（大正2年）3月3日）は、日本の銀行家。藍商人（染織家）。阿波国名東郡新居村（現・徳島県徳島市不動北町）出身。幼名は国太郎。

## 経歴
1829年（文政12年）に阿波藍商人である八代久次米兵次郎・義簡の子として生まれる。1869年（明治2年）、40歳で家督を相続し九代久次米兵次郎を名乗る。
1879年（明治12年）に一族が築き上げてきた経済力を基に名東郡船場町（現徳島市西船場町）に日本で6番目の私立銀行である久次米銀行（後の阿波銀行）を設立。資本金は50万円で、当時は三井銀行に次いで第2位の規模であった。
久次米家は真言宗の檀徒であったが、1882年（明治15年）に、麻布区北日ヶ窪（現港区六本木）の土地を、曹洞宗宗立専門学校が購入するに際して、その購入資金をほぼ全額援助した。同校は、「曹洞宗大学林」、「曹洞宗大学」と名称を変更し、没年の1913年（大正2年）に、駒沢へ移転し、駒澤大学となった。
1887年（明治20年）に商社「久次米商会」を設立。
しかし1890年（明治23年）に金融恐慌の影響もあり久次米銀行は破綻。1898年（明治31年）に九次米銀行は事実上消滅した。その後、九次米銀行の関西部門を継承した合名会社・阿波銀行が負債を決済、阿波商業銀行（現阿波銀行）として再生する。

## 栄典
- 1887年（明治20年）9月21日 - 従六位[2]
- 1887年（明治20年）9月29日 - 金製黄綬褒章[3]

## 脚註
1. ↑  『駒澤大学百年史上巻』（駒澤大学、1983年）86頁。
2. ↑  『官報』第1278号「叙任及辞令」1887年9月30日。
3. ↑  『官報』第1278号「彙報 - 褒章」1887年9月30日。